# Gonyatopus lamellipes
Gonyatopus lamellipes är en insektsart som beskrevs av Max Beier 1954. Gonyatopus lamellipes ingår i släktet Gonyatopus och familjen vårtbitare. Inga underarter finns listade i Catalogue of Life.